# Pseudepipona pseudominuta
Pseudepipona pseudominuta är en stekelart som beskrevs av Gusenleitner 1972. Pseudepipona pseudominuta ingår i släktet Pseudepipona och familjen Eumenidae. Inga underarter finns listade i Catalogue of Life.